# Drissa Diakité
Drissa Diakité (Bamako, 18 febbraio 1985) è un calciatore maliano, centrocampista del Lucciana.

## Carriera

### Club

#### Djoliba e MC Alger
Inizia a giocare a calcio nel Djoliba, nel natìo Mali, dove in tre anni emerge come terzino destro e vince il Campionato maliano 2004. Nello stesso anno si trasferisce in Algeria, all'MC Alger, affermandosi stabilmente come centrocampista difensivo e riuscendo a conquistare la Coppa d'Algeria 2005-2006.

#### Nizza
Nel gennaio 2006 viene ingaggiato dal Nizza, in massima serie francese. Nei successivi sei anni in Costa Azzurra si impone come perno del centrocampo nizzardo, apprezzato pure dalla tifoseria rosso-nera per l'impegno costante dimostrato sul campo. L'eccessiva irruenza dei suoi interventi non gli risparmia tuttavia numerosi cartellini gialli. Diakité rimane al Nizza fino al 2012, collezionando 114 presenze in Ligue 1.

#### Olympiakos
Nell'estate 2012 lascia Nizza dopo sei anni e tenta l'avventura in Grecia, all'Olympiakos. Al Pireo, il maliano non viene impiegato a sufficienza ma riesce comunque a vincere a fine campionato la Souper Ligka Ellada 2012-2013 e la Coppa di Grecia 2012-2013.

#### Bastia
Dopo un solo anno in terra ellenica, nel 2013 fa ritorno in Francia, al Bastia, con cui firma un contratto biennale. In Corsica gioca con più continuità e disputa alla fine due stagioni in Ligue 1, terminate entrambe a metà classifica.

#### Tours
Rimasto svincolato, nel 2015 Diakité si aggrega al Tours, in Ligue 2, con cui disputa una sola stagione.

#### Kallithea
Nel 2017 fa ritorno in Grecia, questa volta al Kallithea, in seconda divisione ellenica. La stagione 2017-2018 si conclude per i blu-oro al sedicesimo posto, dopo essere stati inflitti di sei punti di penalità, con conseguente retrocessione in terza serie.

#### Lucciana
In seguito ad un'anonima esperienza allo Ionikos (zero presenze complessive), nel 2020 torna in Corsica, nelle file dei dilettanti del Lucciana.

### Nazionale
Dopo aver partecipato al Mondiale under-20 del 2003, nel 2004 Diakité entra a far parte della nazionale maggiore del Mali. Nello stesso anno partecipa alle Olimpiadi 2004 col Mali olimpico. In seguito prende parte a tre Coppe d'Africa (2008, 2012 e 2015) con la maglia delle Aquile.

## Palmarès

### Club

#### Competizioni nazionali
- Campionato maliano di calcio: 1

Djoliba: 2004
- Coppa d'Algeria: 1

MC Alger: 2005-2006
- Campionato greco: 1

Olympiakos: 2012-2013
- Coppa di Grecia: 1

Olympiakos: 2012-2013